# Wilsonovo praštevilo
Wilsonovo praštevilo, poimenovano po angleškem matematiku Johnu Wilsonu, je vsako praštevilo p, da p2 deli (p − 1)! + 1, kjer označuje »!« faktorialno funkcijo. Ime in zaporedje izhajata iz Wilsonovega izreka, ki pravi, da vsako praštevilo p deli (p − 1)! + 1.
Edina znana Wilsonova praštevila so 5, 13 in 563 (OEIS A007540). Znano je tudi, da če obstajajo še kakšna druga Wilsonova praštevila, morajo biti večja od 2×1013. Domneva se, da obstaja neskončno mnogo Wilsonovih praštevil, število takšnih praštevil na intervalu [x, y], pa je približno log(log(y)/log(x)).
Izvedlo se je več računalniških iskanj Wilsonovih praštevil.
Ibercivisovo porazdeljeno izračunavanje vključuje iskanje Wilsonovih praštevil. Drugo iskanje upravlja forum Veliko spletno iskanje Mersennovih praštevil.

## Posplošitve

### Wilsonova praštevila redan
Wilsonov izrek se lahko v splošnem izrazu {\displaystyle (n-1)!(p-n)!\equiv (-1)^{n}\ {\bmod {p}}} za vsako celo število {\displaystyle n\geq 1} in praštevilo {\displaystyle p\geq n}. Posplošena Wilsonova praštevila reda n so praštevila p, da {\displaystyle p^{2}} deli {\displaystyle (n-1)!(p-n)!-(-1)^{n}}.
Domnevano je, da obstaja za vsako naravno število n neskončno mnogo Wilsonovih praštevil reda n.
| {\displaystyle n} | praštevilo {\displaystyle p}, da {\displaystyle p^{2}} deli {\displaystyle (n-1)!(p-n)!-(-1)^{n}} (preverjeno do 1000000) | Zaporedje OEIS |
| ----------------- | --- | -------------- |
| 1                 | 5, 13, 563, ... | A007540        |
| 2                 | 2, 3, 11, 107, 4931, ...                                                                                                  | A079853        |
| 3                 | 7, ... |                |
| 4                 | 10429, ... |                |
| 5                 | 5, 7, 47, ... |                |
| 6                 | 11, ... |                |
| 7                 | 17, ... |                |
| 8                 | ... |                |
| 9                 | 541, ... |                |
| 10                | 11, 1109, ... |                |
| 11                | 17, 2713, ... |                |
| 12                | ... |                |
| 13                | 13, ... |                |
| 14                | ... |                |
| 15                | 349, 41341, ... |                |
| 16                | 31, ... |                |
| 17                | 61, 251, 479, ... | A152413        |
| 18                | 13151527, ... |                |
| 19                | 71, 621629, ... |                |
| 20                | 59, 499, 43223, 214009, ...                                                                                               |                |
| 21                | 217369, ... |                |
| 22                | ... |                |
| 23                | ... |                |
| 24                | 47, 3163, ... |                |
| 25                | ... |                |
| 26                | 97579, ... |                |
| 27                | 53, ... |                |
| 28                | 347, 739399, ... |                |
| 29                | ... |                |
| 30                | 137, 1109, 5179, ... |                |

Najmanj posplošena Wilsonova praštevila reda n so:
5, 2, 7, 10429, 5, 11, 17, ... (Naslednji člen > 1.4×107) (OEIS A128666)